# Hato Nuevo de Manoguayabo
Hato Nuevo de Manoguayabo es una zona en expansión ubicada en el municipio de Santo Domingo Oeste, Provincia Santo Domingo.

A unos 30 minutos al centro de la ciudad de Santo Domingo D.N., es una de las comunidades más antiguas de ese Municipio de la República Dominicana. [cita requerida].

Mapa de Hato Nuevo, Manoguayabo, provincia Santo Domingo.

| índice         |
| -------------- |
| 1.1 Hato Nuevo |
| 1.2 Historia   |
| 1.3 Desarrollo |

## Historia

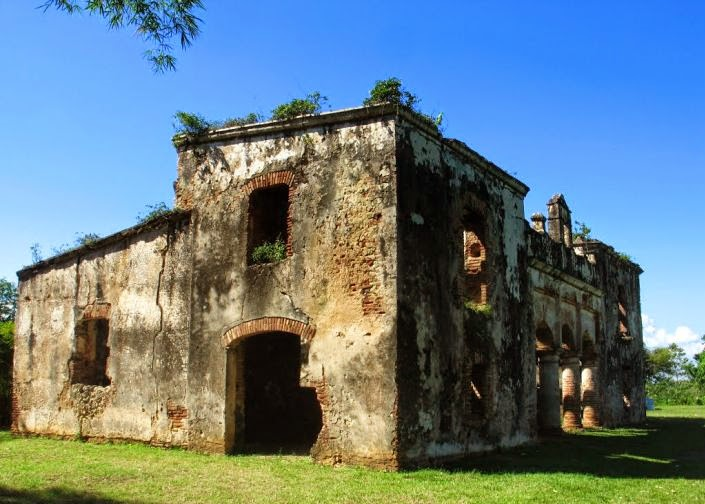
Ruinas Palacio de Palavé, Buenas Noches, Hato Nuevo de Manoguayabo, Provincia Santo Domingo.

El nombre de Hato Nuevo surgió como consecuencia del nuevo giro económico basado en la ganadería de la zona y que había tomado la colonia española de Santo Domingo a partir de 1600.
La comunidad fue construida por órdenes de Don Nicolás de Ovando gobernador de La Española entre los años de 1504-1509 en lo que hoy es el paraje de Buenas Noches (Hato Nuevo), donde se encuentra las ruinas de Palavé, palacete perteneciente, según algunos historiadores, al mismo Nicolás de Ovando y se encuentra a solo unos minutos del centro de Hato Nuevo en el paraje de Buenas Noches, su nombre se debe a la cantidad de ganado que existía en la zona, también era utilizada como puerta hacia la costa de la parte suroeste de la isla a margen del río Haina por donde eran trasportados los productos agrícolas que daba esta comunidad ya que consta de tierras fértiles que eran trasportados en navíos para abastecer la ciudad y para su exportación a España a través del río Haina.

## Desarrollo
La comunidad fue reconstruida en muchos aspectos entre los años de 1930 a 1960 bajo la dictadura de Rafael Leónidas Trujillo cuando la comunidad fue removida desde el batey Bienvenido en sus cercanías al emplazamiento en el cual se encuentra hoy, construyendo así las primeras escuelas, dispensarios médicos, cooperativa etc.
Su población es mayormente mulata, aunque con un gran porcentaje de ascendencia de origen español e italiana, algunos apellidos de esta comunidad reflejan esto, familia como: César o Cesá (ita.), Rossi (ita.), Rodríguez (esp.), Pimentel (esp.), Agüero (esp.) en Buenas Noches, esto se debe a la masiva inmigración traída por el dictador Trujillo.
Durante mucho tiempo fue zona cañera y solo dejó de serlo apenas una década y media más o menos(1985-1990) convirtiendo esta zona ex-cañera en zona residenciales transformando más la diversidad de la zona. 
En la actualidad es una comunidad que se desarrolla y se expande cada vez más.